# په مورا
په مورا (انگلیسی: Pepe Mora؛ زادهٔ ۱۱ ژوئن ۱۹۸۱) بازیکن فوتبال اهل اسپانیا است.
از باشگاه‌هایی که در آن بازی کرده‌است می‌توان به باشگاه فوتبال رکریتیوو اوئلوا، باشگاه فوتبال دپورتیوو آلاوس، باشگاه فوتبال بارسلونا، و باشگاه فوتبال هرکولس اشاره کرد.